# Harry S. Truman
Harry S. Truman (født 8. maj 1884, død 26. december 1972) var USA's 33. præsident (1945 – 1953). Som vicepræsident efterfulgte han Franklin D. Roosevelt, som døde mindre end tre måneder efter, at han var begyndt på sin fjerde embedsperiode.
Under 1. Verdenskrig var Truman artilleriofficer i Frankrig. Efter krigen blev han en del af Tom Pendergasts partiorganisation, og blev valgt til amtskommissær i Missouri, og senere blev han Senator. Efter at han var blevet kendt i USA som leder af Truman komiteen, erstattede han Henry A. Wallace som Roosevelts vicepræsidentkandidat i 1944.
Truman stod overfor den ene udfordring efter den anden i indenrigspolitikken. Den vanskelige omstilling af den amerikanske økonomi tilbage til fredsforhold var kendetegnet ved alvorlig knaphed, adskillige strejker og vedtagelse af Taft-Hartley loven på trods af hans veto. Han trodsede alle forudsigelser og blev genvalgt ved det amerikanske præsidentvalg 1948, bl.a. ved hjælp af sin berømte valgturné rundt i de amerikanske stater. Efter hans genvalg kunne han kun få vedtaget et enkelt af forslagene i hans Fair Deal program. Han benyttede præsident-ordrer til at begynde afskaffelse af race-adskillelsen i militæret og til at indføre et kontrolsystem, som fjernede tusindvis af kommunistsympatisører fra offentlige embeder, selv om han var kraftig modstander af at indføre en loyalitets-ed for regeringsansatte, en holdning der førte til beskyldninger om, at hans regering var svag overfor kommunismen. Trumans præsidenttid var også begivenhedsrig på det udenrigspolitiske område med afslutningen på 2. Verdenskrig, hans beslutning om at bruge atombomber mod Japan, etableringen af Forenede Nationer, Marshallplanen til genopbygningen af Europa, Trumandoktrinen til at inddæmme kommunismen, begyndelsen på Den kolde krig, grundlæggelsen af NATO og Koreakrigen.
Korruption nåede i Trumans regering op på kabinetsniveau og ledere i det Hvide Hus. Det Republikanske parti gjorde korruption til et vigtigt valgtema ved præsidentvalget i 1952.
Truman havde en meget anderledes optræden end patricieren Roosevelt, og var en folkelig og beskeden præsident. Han gjorde sætninger såsom "Sorteper ender her" og "Hvis ikke du kan klare heden, må du hellere komme ud af køkkenet" kendte. Han overvandt de lave forventninger hos mange politiske iagttagere, som sammenlignede ham med sin højt respekterede forgænger. På forskellige tidspunkter i sin præsidenttid havde Truman både den højeste og den laveste opbakning, der nogensinde var blevet målt. Trods den negative folkeopinion under hans præsidenttid er vurderingen af ham blandt borgere og forskere blevet mere positiv efter at han trak sig ud af politik og efter at han udgav sine erindringer. Trumans legendariske valgsejr i 1948 over Thomas E. Dewey fremhæves gerne af præsidentkandidater, der er bagefter i meningsmålingerne. Truman placeres højt af forskerne som en af Amerikas bedste præsidenter.

## Privatliv
Truman blev født den 8. maj 1884 i Lamar, Missouri, som det ældste af John Anderson Truman (1851-1914) og Martha Ellen Young Trumans (1852-1947) børn. Hans forældre valgte navnet Harry efter hans morbror, Harrison Young (1846-1916). De valgte "S" som hans mellemnavn i et forsøg på at tilfredsstille begge hans bedsteforældre Anderson Shippe Truman og Solomon Young. Initialet stod ikke for noget, som det var en almindelig praksis blandt skotsk-irske amerikanere. En bror, John Vivian (1886–1965), og en søster Mary Jane Truman (1889–1978) fulgte snart efter.
John Truman var landmand og kreaturhandler. Familien boede i Lamar indtil Harry var ti måneder gammel. Så flyttede de til en gård ved Harrisonville, derpå til Belton og i 1887 til hans bedsteforældres 240 ha farm i Grandview. Da Truman var seks år gammel flyttede familien til Independence, så han kunne gå i den presbyterianske søndagsskole. Truman kom ikke i en almindelig skole før han var otte.
Som dreng havde Truman tre store interesser: musik, læsning og historie, som alle blev opmuntret af hans mor. Han stod sin mor nær så længe hun levede, og som præsident tog han imod både personlige og politiske råd fra hende. Han stod op hver morgen klokken fem for at øve klaverspil, og gik hos en lokal musiklærer to gange om ugen indtil han var 15. Truman læste også meget populær historie. Han var en page ved Demokraternes partikonvent i 1900 i Convention Hall i Kansas City.
Efter at have taget eksamen fra Independence High School i 1901 arbejdede Truman som tidtager på Santa Fe Railroad, hvor han sov i "hobo-lejre" ved jernbanelinjen. Derefter havde han en række sekretær jobs. Han vendte tilbage til Grandview farmen i 1906, og blev der indtil 1917 hvor han gik i militærtjeneste.
Det fysisk krævende arbejde han udførte på Grandview farmen var en dannelsesproces. I den periode bejlede han til Bess Wallace og friede endda til hende i 1911. Hun afslog hans frieri, og Truman sagde, at han ville tjene nogle flere penge end en landmand gjorde inden han friede igen. Han friede igen i 1918 efter at være vendt tilbage fra 1. Verdenskrig som kaptajn, og denne gang sagde hun ja.
Truman var den eneste præsident efter 1897, som ikke havde fået en universitetsuddannelse. Dårligt syn forhindrede ham i at søge ind på West Point (hvad der havde været hans drøm som barn) og økonomiske begrænsninger forhindrede ham i at få eksamen på anden vis. Han studerede imidlertid i to år med henblik på at blive advokat på Kansas City Law School i starten af 1920'erne. Senere, som 60-årig, blev Truman inviteret til at blive medlem af Missouri-Kansas Citys Lambda Chi Alpha broderskab, hvilket han sagde ja til.

### 1. Verdenskrig
Truman lod sig hverve til Missouris nationalgarde i 1905 og gjorde tjeneste indtil 1911. Da USA trådte ind i 1. Verdenskrig genindtrådte han i nationalgarden. Da han var på session i 1905 havde hans syn været for dårligt. Efter sigende bestod han ved at lære bogstaverne på synsprøvekortet udenad.
Inden han skulle til Frankrig blev han sendt til Camp Doniphan ved Fort Sill, nær Lawton, Oklahoma for at blive optrænet. Han ledede lejrens kantine sammen med Edward Jacobson, som havde erfaring som ekspedient i en tøjforretning i Kansas City. På Ft. Sill mødte han også løjtnant James M. Pendergast, en nevø af Thomas Joseph (T.J.) Pendergast, der var politiker i Kansas City. Begge disse mænd kom til at få en afgørende betydning for de senere begivenheder i Trumans liv.
Truman blev udvalgt til at blive officer og derpå batterichef i et artilleriregiment i Frankrig. Hans enhed var batteri D, 129. feltartilleri regiment, 60. brigade i 35. infanteridivision, som var kendt for sine problemer med disciplinen. Under et pludseligt angreb fra tyskerne i Vogeserne begyndte batteriet at spredes. Truman beordrede dem tilbage på deres poster med eder og forbandelser, som han havde "lært mens han arbejdede på Santa Fe jernbanen". Overraskede over hans udbrud, samledes hans folk sig og fulgtes med ham i sikkerhed. Under kaptajn Trumans ledelse i Frankrig mistede batteriet ikke en eneste mand. Den 11. november 1918 afskød hans batteri nogle af de sidste skud i 1. verdenskrig mod de tyske stillinger. Krigen forandrede ham, og bragte hans lederegenskaber frem. Han blev senere oberst i hærens reserver, og hans karriere i krigen gjorde det senere muligt for ham at få en politisk karriere i Missouri.

### Tidlige forretningskarriere
Ved krigens slutning vendte Truman tilbage til Independence og giftede sig med sin langvarige flamme, Bess Wallace, den 28. juni 1919. Parret fik et barn, Mary Margaret (17. februar 1924 – 29. januar 2008).
En måned inden brylluppet åbnede Truman og Jacobson en manufakturhandel i centrum af Kansas City – idet de regnede med at kunne fortsætte succesen fra Fort Sill. Efter nogle få gode år gik forretningen konkurs under lavkonjunkturen i 1921, som kraftigt påvirkede landbrugets økonomi. Truman skød skylden for de lave priser på landbrugsprodukter på Republikanerne. Han arbejdede på at betale sin gæld indtil 1934. Netop som han var på vej ind i det amerikanske senat fik bankmanden William T. Kemper fat på gældsbrevet ved salg af en bank, som var gået konkurs og lod Truman betale gælden tilbage for $1,000. (Samtidig indbetalte Kemper et bidrag på $1.000 til Trumans valgkampagne.)
Som tidligere krigskammerater og forretningspartnere forblev Jacobson og Truman nære venner hele livet. Årtier senere spillede Jacobsons råd til Truman om zionisme en afgørende rolle i den amerikanske regerings beslutning om at anerkende Israel.

## Politik

### Dommer i Jackson County
I 1922 blev Truman med hjælp fra Demokraternes partiorganisation i Kansas City, der blev styret af bossen Tom Pendergast, valgt til administrativ dommer i det østlige distrikt Jackson County.
I 1922 gav Truman en ven $10 til et indmeldelsesgebyr i Ku Klux Klan, men bad senere om at få pengene tilbage. Han var aldrig til et optagelsesceremoni, deltog aldrig i et møde og hævdede aldrig at være medlem. Selv om Truman til tider udtrykte vrede mod jøder i sine dagbøger var hans forretningspartner og nære ven Edward Jacobson jøde. Trumans holdninger overfor sorte var typiske for hvide i Missouri på den tid, og blev udtrykt i hans almindelige sprogbrug, hvori "nigger" indgik. Mange år senere kom andre sider af hans racemæssige holdninger frem: historier om misbrug, vold og forfølgelse, som mange sorte amerikanske veteraner blev udsat for efter at de var kommet tilbage fra 1. Verdenskrig ophidsede ham voldsomt, og var en væsentlig årsag til hans beslutning om at udstede præsident ordre nr. 9981 i juli 1948, hvor han bakkede op om borgerretsbevægelsen og fjernede raceadskillelsen i de væbnede styrker.
Han blev ikke genvalgt i 1924, men i 1925 blev han valgt til leder af retten og blev genvalgt i 1930.
I 1930 koordinerede Truman "Ti års planen", som forandrede Jackson County og Kansas Citys profil med nye offentlige arbejder, herunder et stort antal veje, bygning af en ny Wight and Wight-tegnet County Court bygning, og indvielse af en række på 12 monumenter til ære for pionerkvinder. Noget af byggeriet foregik med beton fra Pendergasts betonværk. Truman vurderede selv, at i løbet af de år vejbyggeriet foregik, måtte han placere "omkring en million i omsætning for at holde politikerne tilfredse, men havde jeg ikke gjort det ville de forbrydere have taget halvdelen af de syv millioner" (som var det hele programmet kostede).
I 1933 blev Truman udnævnt til direktør i Missouri for det føderale gen-beskæftigelsesprogram (som var en del af Civil Works Administration) på anmodning af Postminister James Farley som modydelse til Pendergast for at have sørget for at Kansas City stemte på Franklin D. Roosevelt ved præsidentvalget i 1932. Udnævnelsen bekræftede Pendergasts kontrol over de føderale udnævnelser i Missouri og markerede samtidig højdepunktet på hans magt. Det skabte også forbindelser mellem Truman og Harry Hopkins og sikrede, at Truman blev en fast støtte af New Deal.

### Senator i Washington

#### Første embedsperiode
Efter at have været dommer ville Truman gerne opstille til guvernørposten eller til senatet; men Pendergast afviste disse ideer. I 1934 foreslog Pendergasts rådgivere Harry Truman som kandidat til Senatet. Efter at tre andre havde afslået gik Pendergast tøvende med til at bakke op om Truman. Ved Demokraternes primærvalg vandt Truman over John J. Cochran og Tuck Milligan, bror til den statslige anklager Maurice M. Milligan. Truman besejrede derefter den siddende Republikaner Roscoe C. Patterson med næsten 20 %.
På valgdagen blev fire mennesker dræbt ved valgstederne, hvilket afstedkom forskellige undersøgelser af valgpraksis i Kansas City. Truman kom ind i sit nye embede under beskyldninger om at være "senatoren fra Pendergast". Han sørgede for at betale støtten fra Pentergast tilbage i sine beslutninger, men fastholdt at han stemte efter sin overbevisning. Truman forsvarede altid støtten ved at sige, at ved at give lidt, sparede han en masse.
I sin første embedsperiode som Senator udtalte Truman sig imod virksomheders grådighed og advarede mod farerne fra at spekulanter på Wall Street og andre med særinteresser fik for stor indflydelse på landets forhold. Han blev imidlertid stort set ignoreret af præsident Roosevelt, som ikke lod til at have taget ham alvorligt på dette tidspunkt. Truman havde efter sigende svært ved at få embedsmænd i det Hvide Hus til at besvare sine telefonopkald.
Valget i 1936 af den Pendergast støttede guvernør Lloyd C. Stark afslørede endnu større uregelmæssigheder end valget i 1934. Milligan førte sag mod 278 anklagede i sager om valgsvindel, og fik 259 dømt. Stark vendte sig mod Pendergast, krævede ham stillet for retten, og afvristede Pendergasts partiorganisation indflydelsen på besættelsen af statslige stillinger.
Til sidst opdagede Milligan, at Pendergast ikke havde betalt statsskatter mellem 1927 og 1937 og havde gennemført forsikringssvindel. I 1939 erklærede Pendergast sig skyldig og fik en bøde på $10,000 og 15 måneders fængsel i Leavenworth Federal Prison. Der blev ikke rejst tiltale mod Truman.

#### Valget i 1940
Trumans udsigter til at blive genvalgt til senatet så dystre ud. Ved primærvalget i 1940 blev han udfordret af både Stark og Maurice Milligan. Robert E. Hannegan, som kontrollerede Demokraterne i St. Louis, støttede Truman ved valget. (Hannegan forhandlede i 1944 den handel på plads, som gjorde Truman til vicepræsidentkandidat). Truman førte valgkamp dag og nat. Til sidst delte Stark og Milligan anti-Pendergast stemmerne, som til sammen var større end stemmerne på Truman, men Truman fik flest og blev Demokraternes kandidat.
I september 1940, under valgkampagnen, blev Truman valgt som Stormester i Missouris frimurerloge. Ved valget i november besejrede han delstatssenatoren Manvel H. Davis med mere end 40.000 stemmer og beholdt sin plads i Senatet. Truman sagde senere, at frimurervalget sikrede hans sejr over Senator Davis.
Den vellykkede kampagne ved senatsvalget i 1940 anses af mange levnedsbeskrivere som en personlig triumf og oprejsning for Truman og som et forvarsel om den mere berømte kampagne ved valget i 1948, et andet valg hvor han var undertippet. Dette var vendepunktet i hans politiske karriere.

#### Forsvarspolitisk udtalelse
Den 23. juni 1941, dagen efter at Nazityskland angreb Sovjetunionen, erklærede senator Truman: "Hvis vi opdager, at Tyskland er ved at vinde, bør vi hjælpe Rusland, og hvis Rusland er ved at vinde, bør vi hjælpe Tyskland, og på den måde lade dem dræbe så mange som muligt, selv om jeg under ingen omstændigheder ønsker at se Hitler som sejrherre. Ingen af dem gør noget for at holde hvad de lover." Selv om holdningen var i tråd med hvad mange amerikanere følte på det tidspunkt, blev det af senere levnedsbeskrivere anset for både upassende og kynisk. Bemærkningen var den første af en lang række bemærkelsesværdige upassende ud-af-posen udtalelser fra Truman til pressen.

#### Truman Komiteen
Truman fik berømmelse og respekt, da hans "Paratheds komite" undersøgte skandalen om militært spild ved at afsløre bedrageri og dårlig ledelse. Roosevelt regeringen var i starten bange for at komiteen ville skade moralen, og vicekrigsminister Robert P. Patterson skrev til præsidenten, at det var i "offentlighedens interesse" at suspendere komiteen. Truman skrev et brev til præsidenten, hvori han erklærede, at komiteen stod "100 % bag regeringen", og at den ikke havde til hensigt at kritisere militærets krigsførelse. Komiteen blev vurderet til at være en succes og vurderes at have sparet mindst $15 mia. Trumans tilskyndelse til besparelser i militæret ved brug af sund fornuft tiltrak sig megen opmærksomhed. I 1943 betød hans arbejde som formand at han for første gang kom på forsiden af Time. Han endte med at komme på forsiden af Time ni gange og blev valgt som årets mand af magasinet i 1945 og 1948. Efter at have levet i ubemærkethed i senatet i årevis blev Truman trukket ind i det nationale søgelys efter Truman komiteens succes.

## Vicepræsident
Efter måneders usikkerhed om hvem præsidenten ville vælge som sin vicepræsidentkandidat ved valget i 1944, blev Truman valgt som resultat af en aftale, som blev bragt i stand af Hannegan, som var Demokraternes landsformand i det år.
Selv om han i offentligheden fortsat fremstod som en robust engageret verdensleder, var Roosevelts helbred hurtigt ved at forværres fra midten af 1944. En håndfuld af hans nøglerådgivere, herunder den afgående landsformand for Demokraterne Frank C. Walker,
den tiltrædende formand Robert Hannegan, partiets kasserer Edwin W. Pauley, strategen Ed Flynn og lobbyisten George E. Allen stod sammen i sommeren 1944 om at "holde Henry Wallace væk fra posten." De anså Wallace, den siddende vicepræsident, for at være for venstreorienteret, og havde alvorlige betænkeligheder ved muligheden for at han kunne blive præsident. Allen mindedes senere, at hver af disse mænd "erkendte at den mand, som blev nomineret som vicepræsidentkandidat, formentlig ville blive den næste præsident".
Efter at have mødtes personligt med partiets ledere gik FDR med til at udskifte Wallace som vicepræsident; men Roosevelt valgte at udskyde den endelige udvælgelse af hvem der skulle træde i stedet til slutningen af partikonventet i Chicago. I starten var James F. Byrnes fra South Carolina favorit, men fagforeningslederne var imod ham. Roosevelt var også imod Byrnes, men tøvede med at skuffe nogen kandidat, og ville ikke direkte fortælle Byrnes om sin modstand, så præsidenten bad Hannegan om at "ordne det [Byrnes' nominering] med Sidney", hvormed han hentydede til fagforeningsleder og modstander af Byrnes Sidney Hillman, nogle få dage før konventet. Hertil kom, at Byrnes' status som tilhænger af raceadskillelse gav ham problemer i forhold til de liberale i Nordstaterne, og han blev også anset for sårbar på grund af sin konvertering fra katolicisme. Det siges, at Roosevelt tilbød posten til guvernør Henry F. Schricker fra Indiana, men han afviste. Inden konventet gik i gang skrev Roosevelt en note hvor i han sagde, at han ville acceptere enten Truman eller højesteretsdommer William O. Douglas. Delstaternes og byernes partiledere foretrak Truman. Truman selv gjorde ikke noget for at blive udpeget, og fastholdt altid, at han ikke havde ønsket at blive vicepræsident. Som følge heraf måtte Roosevelt lægge et stort pres på Truman for at få ham til at acceptere vicepræsidentposten. Den 19. juli tilkaldte partilederne Truman til en suite på Blackstone Hotel for at høre på en telefonsamtale, som de uden senatorens vidende, havde indøvet på forhånd med præsidenten. Under samtalen spurgte FDR partilederne om Truman ville sige ja til posten. Da de sagde nej, beskyldte FDR vredt Truman for at ødelægge enigheden i det Demokratiske parti, og lagde røret på. Da han følte, at han ikke havde noget valg, gav Truman tøvende sit tilsagn til at blive opstillet som Roosevelts vicepræsidentkandidat.
Trumans kandidatur blev humoristisk kaldt det andet "Missouri kompromis" ved konventet i Chicago, da han appellerede til partiets centrum i modsætning til den venstreorienterede Wallace og den konservative Byrnes. Opstillingen blev vel modtaget, og Roosevelt-Truman parret vandt valget med 432–99 valgmandsstemmer ved præsidentvalget, hvor de besejrede guvernør Thomas E. Dewey fra New York og guvernør John Bricker fra Ohio. Truman blev taget i ed som vicepræsident den 20 januar, 1945 og beklædte posten i under tre måneder.
Trumans korte periode som vicepræsident var forholdsvis begivenhedsløs, og Roosevelt kontaktede ham sjældent – selv for at meddele ham større beslutninger. Truman chokerede mange, da han deltog i den vanærede Pendergasts begravelse nogle dage efter sin tiltrædelse. Truman var efter sigende den eneste valgte person, som deltog i begravelsen. Truman afviste al kritik og sagde ganske enkelt: "Han var altid min ven, og jeg har altid været hans".
Den 12. april 1945 blev Truman hastetilkaldt til det Hvide Hus, hvor Eleanor Roosevelt meddelte ham at præsidenten var død efter at have fået en stor hjerneblødning. Trumans første bekymring gjaldt Mrs. Roosevelt. Han spurgte om der var noget han kunne gøre for hende, hvortil hun svarede: "Er der noget vi kan gøre for Dem? For det er Dem, der er i vanskeligheder nu."

## Præsident 1945–1953

### Første embedsperiode (1945–1949)

#### Tiltrædelse
Truman havde været vicepræsident i 82 dage da præsident Roosevelt døde den 12. april 1945. Han havde haft meget få meningsfyldte samtaler med Roosevelt om verdensaffærer eller indenlandsk politik efter at være blevet vicepræsident og var fuldstændig uvidende om store initiativer i forbindelse med den vellykkede krigsførelse – herunder det tophemmelige Manhattan Project, som handlede om udvikling af verdens første atombombe.
Kort efter at være tiltrådt sagde Truman til journalister:
"Drenge, hvis I nogensinde beder, så bed for mig nu. Jeg ved ikke, om I fyre nogensinde har fået et læs hø ned over jer, men da de fortalte mig hvad der var sket i går, følte jeg det som om månen, stjernerne og alle planeterne var ramlet ned over mig."
Nogle få dage efter sin tiltrædelse skrev han til sin kone Bess: "Det vil ikke var længe før jeg kan læne mig tilbage og se hele billedet ... Der er ikke mere i det her job, end der var i at lede Jackson County og ikke flere bekymringer." Den enkelthed han forudså, viste sig at være af en flygtig karakter.
Da han overtog præsidentposten bad Truman alle medlemmer af FDR's regering om at blive siddende og fortalte dem, at han var åben for deres råd, og fastlagde det centrale princip for sin regeringsførelse: han traf beslutningerne, og de skulle støtte ham. Blot nogle få uger senere, på hans 61. års fødselsdag, vandt de allierede krigen i Europa.
Truman var langt mere vanskelig for Secret Service at beskytte end den kørestolsbundne Roosevelt. Secret Service havde passet på Roosevelt i over 12 år. Fordi han sad i kørestol det meste af tiden, var det i reglen en fra Secret Service som skubbede ham, hvis han skulle nogen steder. Truman havde ikke sådanne begrænsninger og var en ivrig vandrer, som jævnligt gik rundt om Washington D.C.

#### Brugen af atombomben
Truman blev hurtigt orienteret om Manhattanprojektet og gav tilladelse til brug af atombomber mod Japan i august 1945 efter at Japan havde afvist Potsdam-deklarationen. De efterfølgende nedkastninger af atombomber var de første, og indtil videre eneste tilfælde af atomkrig.
Om morgenen den 6. august 1945 kl. 8.15 lokal tid kastede B-29 bombeflyet Enola Gay en atombombe over Hiroshima. To dage senere efter ikke at have hørt noget fra den japanske regering fortsatte det amerikanske militær med planerne om at kaste en atombombe mere. Den 9. august blev Nagasaki også ødelagt. Truman fik nyheden om bombningen mens han var om bord på den tunge krydser USS Augusta på vej tilbage til USA efter Potsdam-konferencen. Japanerne gik ind på at overgive sig den 14. august.
På Potsdam-konferencen havde Truman kryptisk sagt til Josef Stalin, at USA var på vej til at bruge en ny slags våben mod japanerne. Selv om det var første gang Sovjet officielt havde fået informationer om atombomben, var Stalin (via sine spioner i USA) allerede klar over bombeprojektet, og havde rent faktisk hørt om det længe før Truman.
I årene efter bombningerne er spørgsmålene om Trumans valg blevet mere håndfaste. Tilhængere af Trumans beslutning om at bruge bomben hævder at det sparede hundredtusinder af menneskeliv, som ville være gået tabt ved en invasion af det japanske hovedland. Eleanor Roosevelt talte til støtte for dette synspunkt i 1954 og sagde, at Truman havde "taget den eneste beslutning han kunne" og at brugen af bomberne havde været nødvendig "for at undgå enorme tab af amerikanske liv". Revisionister, heriblandt historikeren Gar Alperovitz, har hævdet at brugen af atomvåben var unødvendig og grundlæggende umoralsk. Truman selv skrev senere at "jeg vidste hvad jeg gjorde, da jeg stoppede krigen ... Jeg beklager det ikke, og under de samme omstændigheder ville jeg gøre det igen."

#### Strejker og økonomisk opbrud
Afslutningen på 2. verdenskrig blev i USA efterfulgt af et vanskeligt og omstridt skifte tilbage til fredstidsøkonomi. Præsidenten stod overfor en pludselig opblussen af konflikter på arbejdsmarkedet, som havde ligget og ulmet under krigen, alvorlig mangel på boliger og forbrugsprodukter og en omfattende utilfredshed med inflationen, som på et vist tidspunkt nåede op på 6 % på en enkelt måned.
I denne tilspidsede situation var der en bølge af destabiliserende strejker i vigtige industrier, og Trumans svar på dem blev generelt betragtet som ineffektive. I foråret 1946 bragte en landsdækkende jernbanestrejke, noget aldrig før set i landets historie, næsten alle passager- og fragtlinjer til standsning i over en måned. Da jernbanearbejderne afviste et mæglingsforslag, overtog Truman kontrollen med jernbanerne og truede med at indkalde de strejkende arbejdere til tjeneste i de væbnede styrker. Mens han holdt en tale i Kongressen, hvor han bad om tilladelse til at gennemføre sin plan, fik Truman besked om at strejken var blevet afsluttet på hans betingelser. Han bekendtgjorde straks denne udvikling for Kongressen og fik voldsomt bifald, der blev gentaget i ugevis på biografernes ugerevyer. Selv om løsningen af jernbanestrejken var godt politisk teater, kostede det rent faktisk Truman politisk: hans foreslåede løsning blev anset for at være vidtløftig og arbejdere vælgere, som allerede var trætte af Trumans behandling af arbejderspørgsmål blev meget utilfredse.

#### Forenede Nationer, Marshall Planen og Den kolde krig
Som internationalist i traditionen fra Woodrow Wilson gik Truman stærkt ind for etableringen af Forenede Nationer, og placerede den tidligere førstedame Eleanor Roosevelt i delegationen til FN's første generalforsamling for at imødekomme offentlighedens ønske om fred efter blodbadet i 2. Verdenskrig. Da han blev konfronteret med kommunisternes brud på løfterne om demokrati fra Potsdam konferencen og med kommunistiske fremstød i Grækenland (der førte til den græske borgerkrig) og i Tyrkiet, hvilket var et tydeligt tegn på et ønske om at dominere verden, konkluderede Truman og hans udenrigspolitiske rådgivere snart, at Sovjetunionens interesser var i modstrid med De Forenede Staters. Truman regeringen slog ind på en stadig hårdere linje overfor de sovjetiske overgreb.
Selv om han hævdede, at han ikke havde nogen personlig ekspertise i internationale forhold, og selv om Republikanerne havde kontrollen i begge Kongressens kamre, kunne Truman samle støtte fra begge partier til såvel Trumandoktrinen, som fastlagde en politik om at inddæmme kommunismen, og Marshallplanen, som havde til formål at genopbygge Europa. For at få Kongressen til at bruge de enorme summer, der var nødvendige for at få gang i den europæiske økonomi brugte Truman et ideologisk argument, idet han kraftigt argumenterede for at kommunisme trives i økonomisk nødlidende områder. Hans mål var at "skræmme livet af Kongressen"." Som led i den amerikanske koldkrigs strategi underskrev Truman National Security Act of 1947 og reorganiserede militæret ved at slå krigs- og flådeministeriet sammen til Forsvarsministeriet, samtidig med at luftvåbenet blev udskilt i et særskilt værn. Loven skabte og CIA og National Security Council.

#### Fair Deal
Efter mange år med flertal for Demokraterne i Kongressen og to Demokrater som præsidenter gav vælgertræthed med Demokraterne et nyt flertal for Republikanerne ved valget i 1946, hvor de fik 55 nye pladser i Repræsentanternes Hus og adskillige pladser i Senatet. Selv om Truman havde et tæt samarbejde med de republikanske ledere om udenrigspolitikken, kæmpede han bittert imod dem om indenrigspolitikken. Han havde ikke held til at forhindre skattelettelser og fjernelse af priskontrollerne. Fagforeningernes magt blev kraftigt stækket af Taft-Hartley loven, som blev gennemført ved at overtrumfe Trumans veto.
Mens han i 1947 gjorde sig klar til det kommende valg tydeliggjorde Truman sin identitet som Demokrat i New Deal traditionen og gik ind for en national sundhedsforsikring, afskaffelse af den fagforeningsfjendske Taft-Hartley lov, og et aggressivt borgerrettighedsprogram. Samlet set udgjorde det et bred lovgivningsmæssig pakke, som fik navnet "Fair Deal".
Trumans forslag var godt at føre valgkamp på, men fik ikke nogen varm modtagelse i Kongressen, selv efter at Demokraterne havde fået fremgang ved valget i 1948. Kun en af de større love i Fair Deal pakken blev vedtaget nemlig boligloven af 1949.

#### Anerkendelse af Israel
Truman var en nøglefigur ved etableringen af den jødiske stat i Palæstina. Under udformningen af sin Palæstinapolitik blev Truman udsat for pres hele tiden, især fra det jødiske samfund, stort fra det øjeblik, hvor han blev præsident. Truman skrev: "Højtstående jødiske ledere i De Forenede Stater lagde alle former for pres på mig for at få mig til at indsætte amerikanske magt og styrker på jødernes side i Palæstina." I 1946 anbefalede en britisk-amerikansk undersøgelseskomite en gradvis opbygning af to stater i Palæstina, hvor hverken jøder eller arabere dominerede. Der var imidlertid ikke større støtte fra zionisterne til en to-stats løsning. Det britiske imperium var i hastigt forfald, og under pres for hurtigt at forlade Palæstina på grund af angreb på britiske styrker fra bevæbnede zionistiske grupper.
Efter indtrængende opfordringer fra briterne anbefalede en særlig FN komite, UNSCOP, en øjeblikkelig deling af Palestina i to stater, og med Trumans støtte blev dette forslag godkendt af generalforsamlingen den 29. november 1947. Ifølge Truman: "Faktum var, at ikke alene var der pressionsbevægelser omkring FN ulig noget jeg nogensinde har oplevet før, men Det Hvide Hus blev udsat for et konstant bombardement. Jeg tror ikke, at jeg nogensinde oplevede så meget pres og propaganda rettet mod Det Hvide Hus, som i denne sammenhæng. Ihærdigheden hvormed nogle få ekstreme zionistiske ledere – understreget af et politisk motiv og ved hjælp af politiske trusler – bekymrede og irriterede mig." Præsidenten bemærkede i et brev til Eleanor Roosevelt, "Jeg beklager i høj grad denne situation, fordi min sympati altid har ligget på zionisternes side."
Briterne bekendtgjorde den 30. november 1947, at de ville rømme Palæstina inden 15. maj 1948. En borgerkrig brød ud i Palæstina og landene i den Arabiske Liga begyndte at flytte tropper til Palæstinas grænser. Den zionistiske ide om en jødisk stat i Mellemøsten havde opbakning i USA, især blandt jødiske vælgere, som var nogle af Trumans kernevælgere. Truman så også en levedygtig jødisk stat som den bedste måde at genhuse de ca. 250.000 jødiske flygtninge fra Holocaust, som boede i flygtningelejre.
Det amerikanske udenrigsministerium var imidlertid uenig i den beslutning. Udenrigsminister George Marshall og hovedparten af eksperterne i udenrigstjenesten gik stærkt imod oprettelsen af en jødisk stat i Palæstina. Da Truman gik med til at mødes med Chaim Weizmann, på anmodning fra Edward Jacobson kom han i en situation hvor han omgjorde sin egen udenrigsministers beslutning. Det endte med at Marshall ikke offentligt kritiserede præsidentens beslutning, hvilket Truman havde frygtet at han ville. Forsvarsminister James Forrestal var måske den som tydeligst udtalte sig om Palæstina, idet han gentagne gange talte om farerne ved at vække arabisk fjendtlighed, der kunne føre til en blokering af adgangen til olien i området, og om "effekten af dette spørgsmål på De Forenede Staters sikkerhed". Truman anerkendte staten Israel den 14. maj 1948, elleve minutter efter at den erklærede sig selvstændig.
Den polske diplomat George Lenczowski skriver:

Uanset hvilke betænkeligheder Truman kan have haft om zionisternes program, endte han ikke blot med at støtte det, men gav det et ekstra skub ved at give den amerikanske delegation ved FN ordre til at stemme for delingsplanen. Det er ikke nemt at give en vurdering af hans motiver for at vælge denne løsning. I starten var han blot interesseret i at afhjælpe et humanitært problem ved at opfordre til at give fordrevne jøder adgang til det britisk styrede Palæstina. I den tidlige periode virkede han klar til at afvise "en politisk struktur trukket ned over Mellemøsten, som ville resultere i konflikter." Som vi har set, var han også klar over de gevinster som russerne kunne opnå, hvis araberne blev fjendtliggjort. Alligevel valgte han til sidst en politik som førte til konflikt og åbnede portene for sovjetisk indtrængen i den arabiske verden, som eksemplerne i form af Nassers Ægypten, Syrien, Irak og andre lande viste. Var denne politik baseret på en ægte overgang til ideen om at en således skabt konflikt i Mellemøsten var af sekundær betydning og at man roligt kunne se bort fra den sovjetiske faktor? Dette alternativ passer ikke rigtig sammen med hans beslutsomhed om at stoppe Sovjetunionens fremgang i den nordlige del af Iran, Tyrkiet og Grækenland. Yderligere, som hans våbenembargo viste, kædede han ikke USA's interesser sammen med en israelsk sejr, og har aldrig offentligt udtalt at Israel var USA's allierede eller et strategisk aktiv. Det efterlader os med det andet mulige alternativ – at på trods af sin modstand overfor det hjemlige politiske pres valgte han at give dem forrang fremfor andre hensyn. Nogle observatører, som var tæt på beslutningsprocessen på den tid, var overbevist om at indenrigspolitik var en væsentlig årsag til Trumans handlinger. I en ofte citeret udtalelse henvendt til fire amerikanske udsendinge fra Mellemøsten, som ved et møde i Det Hvide Hus den 10. november 1945 advarede ham om de uheldige virkninger af en pro-zionistiske politik, sagde han: "Jeg beklager mine herrer, men jeg må svare de hundredtusinder, som er bekymrede for zionismens succes: Jeg har ikke hundredtusinder af arabere blandt mine vælgere."

#### Luftbroen til Berlin
Den 24. juni 1948 blokerede Sovjetunionen adgangen til de tre vestlige sektorer af Berlin. De allierede havde aldrig fået forhandlet en aftale på plads, som garanterede forsyningen af disse områder langt inde i den sovjetiske besatte zone. Lederen af den amerikanske besættelseszone i Tyskland, general Lucius D. Clay, foreslog at man skulle lade en stor pansret kolonne køre fredeligt, som en moralsk ret, ned ad motorvejen gennem den sovjetiske zone til Vestberlin, med instruks om at forsvare sig hvis den blev stoppet eller angrebet. Truman fulgte den generelle holdning i Washington, og mente at det ville indebære en uacceptabel risiko for krig. Han godkendte en plan om at forsyne den blokerede by fra luften. Den 25. juni indledte de Vestallierede Luftbroen til Berlin, en operation som i meget stor skala leverede fødevarer og andre forsyninger, herunder kul, med militærfly. Intet der bare mindede om det var nogensinde blevet forsøgt tidligere, og ingen anden nation havde kapaciteten, logistisk eller materielt til at gennemføre den. Luftbroen virkede. Vejen til Vestberlin blev genåbnet den 11. maj 1949. Luftbroen fortsatte i adskillige måneder herefter. Luftbroen til Berlin var en af Trumans store udenrigspolitikske succeser som præsident. Den hjalp i betydelig grad hans valgkampagne i 1948.

#### Besparelser på forsvaret
Truman, Kongressen og forsvarsministeriet fulgte en strategi om hurtig demobilisering efter 2. Verdenskrig. Skibe blev lagt op og veteraner blev sendt hjem. Årsagerne til denne strategi, som blev fortsat igennem Trumans første embedsperiode og et godt stykke ind i hans anden, var fortrinsvis finansielle. For at kunne finansiere behovet for indenlandske bevillinger havde Truman talt for en politik med nedskæringer i det det amerikanske forsvar ved krigens slutning. Det Republikanske flertal i Kongressen var ivrig efter at gennemføre skattesænkninger og godkendte Trumans plan om at "holde linjen" på forsvarsbevillingerne. Hertil kom, at Trumans erfaringer i Senatet efterlod ham med en nagende fornemmelse af, at store summer gik til spilde i Pentagon. I 1949 udpegede Truman Louis A. Johnson til forsvarsminister. Imponeret af de amerikanske fremskridt i udvikling af atombomber troede Truman og Johnson i starten, at atombomben gjorde konventionelle styrker så godt som overflødige på den moderne slagmark. Denne antagelse måtte revideredes, da Sovjetunionen sprængte sin første atombombe samme år.
Alligevel fortsatte nedskæringerne, hvilket skadede det konventionelle amerikanske forsvarsberedskab. Both Truman and Johnson had a particular antipathy to Navy and Marine Corps budget requests. Truman havde en velkendt modvilje mod Marinekorpset, som stammede tilbage fra hans tjenestetid under 1. Verdenskrig og sagde de berømte ord: "Marinekorpset er flådens politistyrke, og så længe jeg er præsident vil det vedblive at være tilfældet. De har et propagandaapparat som næsten svarer til Stalins".
 Truman havde faktisk foreslået at nedlægge marinekorpset helt som en del af reorganiseringen af forsvaret i 1948, en plan som først blev opgivet efter en brevskrivningskampagne og indgriben fra indflydelsesrige kongresmedlemmer, som var veteraner fra Marinekorpset.
Som led i Trumans forsvarsbudgetter til og med finansåret 1950 blev mange af flådens skibe lagt op, solgt til andre lande eller hugget op. Den amerikanske hær havde stor udskiftning blandt det erfarne personale, nedskæringer på træningsøvelser og nedsatte kravene ved rekruttering. Overflødigt udstyr blev skrottet eller solgt i stedet for at blive oplagret, og selv lagrene af ammunition blev beskåret. Marinekorpset blev efter budgetreduktionerne tvunget til at gemme på overskudslagre af våben og udstyr fra 2. Verdenskrig. Det var først efter Nordkoreas invasion af Sydkorea i 1950, at Truman sendte betydeligt større ansøgninger om forsvarsbevillinger til Kongressen og indledte det, der kan betegnes som den moderne periode i De Forenede Staters forsvarsudgifter.

#### Borgerrettigheder
I 1947 udgav Truman regeringen en rapport med titlen To Secure These Rights, som indeholdt en detaljeret ti-punkts plan for reform af borgerrettighederne. I februar 1948 afleverede præsidenten en borgerrettigheds dagsorden til Kongressen, som foreslog etablering af adskillige statslige kontorer som skulle tage sig af spørgsmål såsom stemmeret og diskrimination ved ansættelser. Dette fremprovokerede en storm af kritik fra Sydstatsdemokrater i perioden frem til valgkonventet, men Truman afviste at indgå et kompromis og sagde: "Mine forfædre var Konfødererede ... Men det vendte sig i min mave, da jeg hørte at negersoldater, netop hjemkommet fra oversøisk tjeneste blev smidt ud af hærens lastbiler i Mississippi og pryglet." Som pensionist var Truman imidlertid knap så progressiv i dette spørgsmål. Han beskrev Selma til Montgomery marcherne i 1965 som fjollede og hævdede at disse marcher ikke ville "bevirke noget som helst".

### Valget i 1948
Præsidentvalget i 1948 huskes bedst for Trumans overraskende sejr på målstregen. I foråret 1948 lå støtten til Truman på 36 %, og næsten alle steder blev præsidenten anset for at være ude af stand til at vinde valget. "New Deal" folkene indenfor partiet – herunder FDR's søn James — forsøgte at få opstillet general Dwight D. Eisenhower, en meget populær person, hvis politiske synspunkter og partitilhørsforhold var fuldstændig ukendt. Eisenhower afslog energist at stille op, og Truman overvandt modstanden mod hans opstilling.
På konventet i 1948 forsøgte Truman at berolige de oprørte indenlandske politiske vande ved at
indsætte en lunken støtte til borgerrettighederne i partiprogrammet. Formålet var at dæmpe konflikten mellem den nordlige og den sydlige fløj i partiet. Begivenhederne overhalede imidlertid præsidentens forsøg på et kompromis. En skarp tale af borgmesteren fra Minneapolis Hubert Humphrey og de lokale politiske interesser fra en række byers partiorganisationer overbeviste Konventet om at der skulle indføjes et skarpere afsnit om borgerrettigheder i programmet, hvilket Truman helhjertet bakkede op om. Alle Alabamas delegerede og en del af Mississippis udvandrede i protest fra Konventet. Upåvirket heraf holdt Truman en aggressiv modtagelsestale hvor han angreb den 80. Kongres og lovede at vinde valget og "få Republikanerne til at synes om det".
Indenfor to uger udstedte Truman Executive Order 9981, som fjernede raceadskillelsen i de væbnede styrker. Truman påtog sig en betydelig politisk risko ved at støtte borgerrettighederne og mange erfarne Demokrater var bekymrede over at tabet af støtten i Sydstaterne kunne ødelægge det demokratiske parti. Frygten syntes velbegrundet – Strom Thurmond lod sig opstille som kandidat til præsidentposten og anførte en revolte blandt sydlige tilhængere af staternes rettigheder. Denne revolte på højrefløjen blev modsvaret af et oprør på venstrefløjen anført af den tidligere vicepræsident Henry A. Wallace, som var opstillet af det amerikanske "Progressive Party". Straks efter dets første konvent efter FDR var det Demokratiske parti på vej mod opløsning. En sejr i november lod til at være en fjern mulighed når partiet ikke blot var delt, men splittet i tre.
Præsidenten tog på en over 35.000 km lang valgkamp en aldrig før set personlig appel til nationen. Truman og hans stab rejste på kryds og tværs gennem De Forenede Stater på præsidentens tog. Han holdt korte taler fra bagperronen på en togvogn alle de steder toget gjorde holdt. Hans kampivrige fremtoninger, såsom dem på torvet i Harrisburg, Illinois, appellerede til folket og tiltrak store folkemængder. Seks stop i Michigan tiltrak i alt en halv million mennesker, og en hel million mødte op til en ticker-tape parade i New York.
De store, fortrinsvis spontane sammenkomster ved Trumans taler på stationerne var et vigtigt signal om en kritisk ændring af momentum i kampagnen, men dette skift blev så godt som ikke bemærket af det nationale pressekorps, som fortsatte med at berette om Republikaneren Thomas Deweys tilsyneladende forestående sejr som en given sag. En årsag til pressens fejlagtige forudsigelse var, at opinionsmålingerne byggede på telefoninterviews – på et tidspunkt hvor mange folk, herunder mange af Trumans vælgere – ikke havde telefon.
Dette skævvred dataene, som kom til at antyde en større støtte for Dewey, hvilket resulterede i en uønsket og uopdaget forudsigelsesfejl, som godt kan have bidraget til opfattelsen af at Trumans chancer var dårlige. De tre største opinionsinstitutter stoppede også med at lave undersøgelser længe før den 2. november – Roper i september og Crossley og Gallup i oktober – og målte således ikke i den periode hvor Truman lader til at have overhalet Dewey.
Det endte med at Truman holdt fast i sin midtvestlige base af fremskridtsvenlige, vandt de fleste af Sydstaterne trods borgerrettighedsspørgsmålet og klemte sig igennem med snævre sejre i nogle få svingstater, først og fremmest Ohio, Californien og Illinois. Den endelige opgørelse viste at præsidenten havde sikret sig 303 valgmænd mod 189 til Dewey og kun 39 til Thurmond. Henry Wallace fik ingen. Det karakteristiske billede af valgkampen kom efter valgdagen, da Truman holdt den fejlagtige forside fra Chicago Tribune, som med en stor overskrift proklamerede "Dewey besejrer Truman."
Trumans uhæmmede valgkampstil overfor tilsyneladende umulige odds blev en kampagnetaktik som blev gentaget af mange præsidentkandidater i de følgende år, ikke mindst George H. W. Bush ved det amerikanske præsidentvalg 1992, hvor han også var en siddende præsident der til stadighed kæmpede med Kongressen.
Truman havde ikke en vicepræsident i sin første periode. Hans vicepræsidentkandidat og senere vicepræsident i perioden der begyndte den 20. januar 1949 var Alben W. Barkley.

### Anden præsidentperiode (1949–1953)
Trumans tiltrædelse var den første der blev udsendt på TV.
Hans anden præsidentperiode var opslidende, i høj grad på grund af udenrigspolitiske udfordringer, som direkte eller indirekte havde tilknytning til hans inddæmningspolitik overfor kommunismen. F.eks. måtte han hurtigt indstille sig på at USA ikke længere havde monopol på atomvåben. Ved hjælp af informationer fra spioner i USA gik det langt hurtigere end ventet for Sovjetunionen at fremstille en atombombe, og den blev prøvesprængt den 29. august 1949. Den 7. januar 1953 bekendtgjorde Truman sprængningen af den først amerikanske brintbombe.

#### NATO
Truman var en stærk tilhænger af North Atlantic Treaty Organization (NATO), som i fredstid skabte en formel militær alliance med Canada og mange af de demokratiske europæiske lande, som ikke var faldet i kløerne på Sovjetunionen efter 2. Verdenskrig. Truman styrede med held traktaten igennem Senatet i 1949. NATO's udtalt mål var at få styr på den sovjetiske ekspansion i Europa og sende et klart budskab til de kommunistiske ledere om at verdens demokratier var parat til at bygge nye sikkerhedsstrukturer til støtte for de demokratiske idealer. USA, Storbritannien, Frankrig, Italien, Holland, Belgien, Luxembourg, Norge, Danmark, Portugal, Island og Canada var de oprindelige deltagere. Grækenland og Tyrkiet tilsluttede sig i 1952.

#### Folkerepublikken Kina
Den 21. december 1949 flygtede Chiang Kai-shek og hans Nationale Revolutions Arme fra det kinesiske fastland til Taiwan efter vellykkede angreb fra Mao Zedongs kommunistiske arme i den Kinesiske borgerkrig. I juni 1950 gav Truman U.S. Navys 7. flåde ordre til at sejle ind i Formosa strædet for at forhindre yderligere konflikt mellem den kommunistiske regering på det kinesiske fastland og Republikken Kina på Taiwan. Truman opfordrede også Taiwan til ikke at foretage yderligere angreb på fastlandet.

#### Sovjetisk spionage og McCarthyisme
Igennem sin præsidenttid måtte Truman imødegå beskyldninger om at den føderale regering havde sovjetiske spioner på højeste niveau. Vidneudsagn i Kongressen om dette spørgsmål samlede national interesse og tusindvis af personer blev fyret som sikkerhedsrisici. Som en optimistisk patriotisk mand tvivlede Truman på rapporter om mulig kommunistisk eller sovjetisk infiltration af det amerikanske regeringsapparat, og hans ofte citerede svar var at afvise beskyldningerne som "a red herring" (et falsk spor).
I august 1948 vidnede Whittaker Chambers, en tidligere spion for Sovjetunionen og overordnet redaktør af Time for House Un-American Activities Committee (HUAC) og fremlagde en liste med hvad han sagde var medlemmer af et kommunistisk undergrundsnetværk, som arbejdede indenfor den amerikanske regering i 1930'erne. En af dem var Alger Hiss, en overordnet embedsmand i udenrigsministeriet. Hiss afviste beskyldningerne.
Chambers afsløringer førte til en krise i den amerikanske politiske kultur, da Hiss blev dømt for mened ved en kontroversiel retssag. Den 9. februar 1950 beskyldte den Republikanske senator Joseph McCarthy udenrigsministeriet for at have kommunister på lønningslisten og hævdede mere specifikt at udenrigsminister Dean Acheson kendte til og beskyttede 205 kommunister i ministeriet. Det drejede sig om hvorvidt Truman havde afsløret alle de undergravende agenter, som var kommet ind i offentlige stillinger i Roosevelt årene. Mange på højrefløjen, såsom McCarthy og Richard Nixon, påstod at det havde han ikke.
Ved at sætte fokus på dette spørgsmål og angribe Trumans regeringsapparat placerede McCarthy sig hurtigt i nationens søgelys, og hans voldsomme angreb dominerede overskrifterne. Hans påstande var ikke ledsaget af mange detaljer, som kunne kontrolleres, men de fangede alligevel en nation, som kæmpede for at komme overens med de nye realiteter: Sovjetunionens atombombe, tabet af de amerikanske atomhemmeligheder, Kinas overgang til kommunisme og nye afsløringer af sovjetisk spionage mod andre amerikanske myndigheder, herunder finansministeriet. Truman, som var en pragmatisk mand, der havde gjort indrømmelser til folk som Tom Pendergast og Stalin, udviklede snart en voldsom afsky for Joseph McCarthy. Han gik til modangreb og sagde at "amerikanismen" selv var under angreb fra elementer "som højt proklamerer at de er dens vigtigste forsvarere ... De prøver at skabe frygt og mistænksomhed blandt os ved at bruge bagvaskelse, ufunderede beskyldninger og rene løgne ... De prøver at få os til at tro, at vor regering er fyldt med kommunisme og korruption .. Disse bagvaskere forsøger at få os til at blive så hysteriske, at ingen vil modsige dem af frygt for at blive kaldt en kommunist. Se det er et gammelt kommunistisk trick brugt modsat ... Det er ikke fair play. Det er ikke amerikanisme." Alligevel kunne Truman aldrig ryste af sig, at han ikke var i stand til at rense sit regeringsapparat for undergravende indflydelse.

#### Pakistan
Præsident Truman anerkendte det nyoprettede Pakistan i 1947 og var et af de første lande der gjorde det. Præsident Truman inviterede personligt Pakistans første premierminister Liaquat Ali Khan og hans kone Begum Ra'ana til De Forenede Stater til drøftelser. Liaquat Ali Khan modtog invitationen og ankom til Washington i maj 1950. Liaquat rejste rundt i USA og holdt taler for Senatet. På det tidspunkt var Pakistan et alliancefrit land mellem Vestblokken og Østblokken og havde anerkendt den Kinesiske folkerepublik trods den amerikanske modstand overfor Beijing. Trods hans vellykkede besøg i USA foretog Liaquat Alis regering ikke nogen drastisk ændring i sin udenrigspolitik med at være halv-alliancefri under den Kolde Krigs rivalitet. I FN's sikkerhedsråd gik det imod Nordkoreas angreb på det amerikansk-venlige Sydkorea, men afviste at sende kamptropper til FN styrkerne på den Koreanske halvø. Dette skyldtes ikke mindst, at Pakistan var ved at overvinde følgerne af landets krig med Indien over Kashmir i 1948.

#### Korea krigen
Den 25. juni 1950 invaderede den nordkoreanske folkets arme under ledelse af Kim Il-sung Sydkorea, hvilket førte til udbruddet af Korea krigen. Dårligt trænede og udstyrede sydkoreanske tropper uden kampvogne og flystøtte blev hurtigt presset tilbage og mistede hurtigt kontrollen over hovedstaden Seoul.
Forbløffet opfordrede Truman til en flådeblokade af Korea, som trådte i kraft. Selv om den amerikanske flåde ikke længere havde tilstrækkelig mange overfladeskibe til at opretholde et sådant tiltag var der ingen skibe der forsøgte at udfordre den. Truman opfordrede straks Forenede Nationer til at gribe ind. Det gjorde organisationen og gav tilladelse til et væbnet forsvar for første gang i historien. Sovjetunionen som boykottede FN på daværende tidspunkt var ikke til stede på mødet som godkendte dette tiltag. Truman valgte ikke at konsultere Kongressen, en fejl som kraftigt svækkede hans stilling senere i konflikten.

I de fire første uger af konflikten viste det amerikansk infanteri, som i hast var sendt til Korea, sig at være for få og for dårligt udrustede. Den 8. Arme i Japan blev tvunget til at hente M4 Sherman kampvogne fra depoter og monumenter og indsætte dem i Korea.
| „ | "Jeg fyrede ham [MacArthur] fordi han ikke ville respektere præsidentens autoritet ... Jeg fyrede ham ikke fordi han var et dumt svin, selv om han var, men det er ikke ulovligt for generaler. Hvis det var, ville tre fjerdedele af dem sidde i fængsel". | “ |
|   | — Harry S. Truman, i Time magazine, 3. december 1973 |   |

Som svar på kritik over krigsberedskabet afskedigede Truman sin forsvarsminister, Louis A. Johnson, og udskiftede ham med den pensionerede general George Marshall. Truman besluttede (med FN godkendelse) at gennemføre en tilbagerulningspolitik, dvs. erobring af Nordkorea. FN styrker under ledelse af general Douglas MacArthur anførte modangrebet og vandt en forbløffende overraskelsessejr med en amfibielandgang i Slaget ved Inchon som næsten omringede angriberne. FN styrker fortsatte derefter nordpå mod Yalu floden, der danner grænse til Kina med det mål at genforene Korea under FN kontrol.
Kina overraskede FN styrkerne med en storstilet invasion i november. FN styrkerne blev tvunget tilbage til syd for den 38. breddegrad, men slog så igen. I begyndelsen af 1951 var krigen kørt fast omkring den 38. breddegrad, hvor den var startet. FN og de amerikanske styrker led store tab. Truman afslog MacArthurs anmodning om at måtte angribe kinesiske forsyningsbaser nord for Yalufloden, men MacArthur forelagde alligevel sin plan for den Republikanske leder af Repræsentanternes Hus, Joseph Martin, som lækkede den til pressen. Truman var alvorligt bekymret for at en yderligere optrapning af krigen kunne trække Sovjetunionen længere ind i konflikten. Sovjetunionen leverede allerede våben og fly (med koreanske markeringer og sovjetiske piloter). Den 11. april 1951 afskedigede Truman MacArthur fra alle hans poster i Korea og Japan.
Afskedigelsen af MacArthur var en af de mindst populære politiske beslutninger i præsidential historie. Trumans popularitet faldt brat og der var dem der mente at han skulle stilles for en rigsret, heriblandt senator Robert Taft. Chicago Tribune opfordrede til straks at indlede en rigsretssag mod Truman:
Præsident Truman må anklages og dømmes. Hans forhastede og hævngerrige fjernelse af general MacArthur er kulminationen på en række handlinger, som har vist at han er uegnet, moralsk og mentalt til denne høje post ... Den amerikanske nation har aldrig været i større fare. Den ledes af en nar, som er omgivet af slyngler ...
Voldsom kritik fra næsten alle sider beskyldte Truman for at nægte at tage skylden for en krig, der var gået i fisk, og i stedet lægge skylden på hans generaler. Mange prominente borgere og embedsmænd, inkl. Eleanor Roosevelt støttede og bifaldt imidlertid Trumans beslutning. I mellemtiden vendte MacArthur tilbage til USA og fik en heltemodtagelse, og efter hans berømte tale til Kongressen — som Truman efter sigende sagde var en dynge "damn bullshit" – gik der rygter om at MacArthur ville stille op ved præsidentvalget.
Krigen fortsatte i et frustrerende dødvande i næsten to år, og over 30.000 amerikanere blev dræbt, indtil en fredsaftale genskabte grænserne og afsluttede konflikten. I mellemtiden betød vanskelighederne i Korea og det folkelige raseri mod Trumans afskedigelse af MacArthur at præsidenten blev så upopulær, at Demokraterne begyndte at se sig om efter andre kandidater. Ved primærvalget i New Hampshire den 11. marts 1952 tabte Truman til Estes Kefauver, som vandt med 19.800 mod 15.927 stemmer og fik alle otte delegerede. Truman blev tvunget til at opgive at blive genvalgt. I februar 1952 lå Trumans popularitet på 22 % ifølge Gallup, hvilket indtil 2008 var det laveste der nogensinde var målt for en siddende amerikansk præsident. Det holdt dog ikke længere end til marts.

#### Indokina
USA's engagement i Indokina voksede i løbet af Trumans embedsperiode. Da Japan kapitulerede i 1945 erklærede den vietnamesiske kommunistleder Ho Chi Minh Vietnams uafhængighed af Frankrig, men USA meddelte at man støttede genetableringen af Fransk Indokina. I 1950 erklærede Ho igen Vietnamesisk uafhængighed, hvilket blev anerkendt af Kina og Sovjetunionen. Ho havde kontrol over et fjerntliggende område ved den kinesiske grænse, mens Frankrig havde kontrollen over resten. Truman's "inddæmmelsespolitik" forlangte at kommunistisk ekspansion skulle imødegås, og førte til at USA fortsatte med at anerkende det franske styre og forøge støtten til Vietnam. Der opstod imidlertid en grundlæggende uenighed. Amerikanerne ønskede et stærkt og uafhængigt Vietnam, mens franskmændene ikke var særligt interesseret i at holde kommunisterne tilbage men ønskede at undertrykke lokal nationalisme og integrere Indokina i Frankrig.

#### Ombygning af Det Hvide Hus
I 1948 gav Truman ordre til bygning af en kontroversiel tilbygning til Det Hvide Hus: en balkon på anden etage på sydsiden, der blev kendt som "Truman balkonen".
Kort tid efter konkluderede bygningseksperter, at bygningen, hvoraf meget var over 130 år gammel, var i en farlig forfalden tilstand. Sammen år i august faldt en del af gulvet sammen og Trumans eget sove- og badeværelse blev afspærret som farlige og hele bygningen blev udskiftet indvendigt.

#### Mordforsøg
Den 1. november 1950 forsøgte de puertoricanske nationalister Griselio Torresola og Oscar Collazo at myrde Truman ved Blair House. På gaden udenfor bygningen sårede Torrsola en af Det Hvide Hus' politifolk Leslie Coffelt, som dræbte Torresola inden han selv udåndede. Collazo der var medskyldig blev dømt til døden for mord i 1952. Truman omstødte senere dommen til livsvarigt fængsel.
Truman anerkendte spørgsmålet om Puerto Ricos selvstændighed og lod gennemføre en folkeafstemning i Puerto Rico om øens fremtidige status og forhold til USA.
Angrebet, som let kunne have kostet præsidenten livet, bragte fornyet interesse for sikkerheden omkring hans bolig i Blair House. Han var sprunget op fra et blund, og så skyderiet fra sit åbne soveværelsesvindue, indtil en forbipasserende råbte til ham om at gå i dækning.

#### Kul og stål strejker
Som følge af en arbejdskonflikt over løn og priskontroller gav Truman sin handelsminister
Charles W. Sawyer ordre til at overtage kontrollen med en række af landets stålværker i april 1952. Truman henviste til at han var øverstkommanderende for landets forsvar og behovet for at vedligeholde en uafbrudt strøm af stål til produktion af våben, der skulle bruges i Korea. Højesteret mente imidlertid, at Trumans indgreb var i strid med forfatningen og omgjorde ordren i en betydningsfuld magtafgrænsnings afgørelse. Afgørelsen, som blev truffet med stemmerne 6-3, sagde at Trumans autoritetshævdelse var for vag og ikke havde grundlag i nogen lovgivning fra Kongressen, og blev afgivet af dommere som udelukkende var udpeget af Roosevelt eller Truman selv. Højesterets omgørelse af Trumans ordre var et af de bemærkelsesværdige nederlag i hans præsidenttid.
Da kulminearbejdere gik i strejke i foråret 1946 truede Truman med at indkaldte minearbejderne til hæren hvis ikke de gik i arbejde igen, eller bruge tropper fra hæren til at erstatte dem.

### Skandaler og kontroverser
I 1950 undersøgte Senatet, anført af Estes Kefauver, en lang række beskyldninger om korruption blandt højtstående embedsmænd i regeringen, hvor af nogle fik pelse og dybfrysere til gengæld for tjenester. Skattevæsenet IRS var involveret. I 1950 tog 166 ansatte ved Internal Revenue Service enten deres afsked eller blev fyret, og mange stod overfor sagsanlæg fra justitsministeriet om ulovlig skatteansættelse og bestikkelse, heriblandt vicejustitsministeren med ansvar for skatteområdet. Da justitsminister Howard McGrath afskedigede den særlige anklager for at være for ihærdig, afskedigede Truman McGrath. Historikerne er enige om, at Truman selv var uskyldig og uden anelse – bortset fra een undtagelse. I 1945 fik Bess Truman en ny, dyr og vanskelig at skaffe dybfryser. Forretningsmanden som leverede gaven var direktør for en parfumevirksomhed og ved hjælp af Trumans hjælper og fortrolige general Harry Vaughan fik han plads på et fly til Europa få dage efter krigens slutning, hvor han købte nye perfumer. På tilbagevejen fik han plads i stedet for en såret veteran. Afsløringen af episoden i 1949 ydmygede Truman. Præsidenten svarede igen ved energisk at forsvare Vaughan, en gammel ven med kontor i Det Hvide Hus. Vaughan blev senere kædet sammen med en række skandaler omkring misbrug af indflydelse.
Anklager om at sovjetiske agenter havde infiltreret regeringsapparatet forfulgte Trumans regering og blev et stort valgkampemne for Eisenhower i 1952. I 1947 udstedte Truman en præsidentordre, der førte til oprettelse af loyalitets udvalg, som skulle undersøge spionageforhold blandt regeringsansatte. Between 1947 and 1952, "about 20,000 government employees were investigated, some 2500 resigned 'voluntarily,' and 400 were fired." He did, however, strongly oppose mandatory loyalty oaths for governmental employees, a stance that led to charges that his Administration was soft on Communism.
I 1953 hævdede senator Joseph McCarthy og justitsminister Herbert Brownell, Jr. at Truman havde vidst at Harry Dexter White var en sovjetisk spion da Truman udnævnte ham til den Internationale Valutafond.

### Administration og regering
Alle regeringsmedlemmerne da Truman blev præsident i 1945 havde tidligere tjent under Franklin D. Roosevelt.

### Dommerudnævnelser

#### Højesteret
Truman udpegede de følgende dommere til USA's højesteret:
- Harold Hitz Burton—1945
- Fred M. Vinson (Ledende højesteretsdommer)—1946
- Tom C. Clark—1949
- Sherman Minton—1949

Trumans juridiske udnævnelser er af kritikere blevet kaldt "uundskyldelige" En af Trumans tidligere hjælpere indrømmede at det var den svageste side af Trumans præsidenttid. New York Times fordømte udpegningerne af Tom C. Clark og Sherman Minton især for at være eksempler på kammerateri og favorisering af ukvalificerede kandidater.
De fire dommere, som Truman udpegede, gik sammen med dommerne Felix Frankfurter, Robert H. Jackson og Stanley Reed om at danne en syv-mands konservativ blok i Højesteret. I en periode betød det at Højesteret vendte tilbage til konservatismen i William Taft æraen.

#### Andre domstole
Udover de 4 dommere til højesteret udpegede Truman 27 dommere til De Forenede Staters appelretter og 101 dommere til de føderale distriktsretter.

### Præsidentvalget i 1952
I 1951 trådte den 22. forfatningstilføjelse i kraft, der begrænsede en præsidents embedstid til to perioder. Loven undtog specifikt den siddende præsident fra denne regel. Truman valgte dog ikke at stille op.
Ved primærvalget i 1952 var der ikke nogen af kandidaterne, som havde opnået Trumans støtte. Hans første valg, lederen af højesteret Fred M. Vinson, ville ikke stille op. Illinois guvernør Adlai Stevenson havde også afvist Truman. Vicepræsident Barkley blev anset for at være for gammel, og Truman kunne ikke lide og stolede ikke på senator Estes Kefauver, som han privat kaldte for "Cowfever."
Trumans navn var med ved primærvalget i New Hampshire men Kefauver vandt. Den 29. marts meddelte Truman at han havde besluttet ikke at stille op til genvalg. Efter at Stevenson havde revurderet sine ambitioner om at blive præsident, fik Trumans opbakning og blev opstillet som Demokraternes kandidat.
Dwight D. Eisenhower, som nu var fremstået som Republikaner og sit partis kandidat, førte valgkamp mod det han fordømte som Trumans nederlag i forbindelse med "Korea, Kommunisme og korruption" og "roderiet i Washington," og lovede at "tage til Korea" Eisenhower besejrede Stevenson klart ved præsidentvalget i 1952, og afsluttede dermed 20 års Demokratisk styre. Selv om Truman og Eisenhower tidligere havde været gode venner, følte Truman sig forrådt af at Eisenhower ikke ville fordømme Joseph McCarthy under valgkampagnen.

## De senere år

### Truman-biblioteket, memoirer og et liv som privatperson
Truman vendte tilbage til Independence i Missouri for at bo i Wallace familiens hjem, som han og Bess havde beboet i mange år sammen med hendes mor. Hans forgænger Franklin D. Roosevelt havde grundlagt sit eget præsidentbibliotek, men der var endnu ikke vedtaget lovgivning, der kunne gøre det muligt for fremtidige præsidenter at gøre noget tilsvarende. Truman arbejdede på at skaffe private midler til at bygge et præsidentbibliotek, som han derpå overlod til regeringen at vedligeholde og drive – en praksis som alle hans efterfølgere har fulgt.
Da han var trådt tilbage besluttede Truman hurtigt, at han ikke ville modtage penge for at sidde i virksomheders bestyrelser, idet han mente at ved at gøre brug af sådanne finansielle muligheder formindskede man integriteten af landets højeste embede. Han afviste også mange tilbud om at medvirke i reklamer. Da hans tidligere forretningstiltag ikke havde givet succes, havde han ingen personlig opsparing. Som følge heraf havde han økonomiske udfordringer. Da Truman havde forladt Det Hvide Hus var hans eneste indkomst hans gamle pension fra hæren:
$112,56 om måneden. Tidligere medlemmer af Kongressen og de føderale domstole fik en føderal pension, og Truman havde selv sørget for at tidligere tjenestemænd fik en lignende støtte. I 1953 var der imidlertid ikke samme støtte for tidligere præsidenter.
Han optog et personligt lån fra en bank i Missouri kort efter sin afgang, og gik så i gang med at etablere en anden tradition for fremtidige præsidenter: en aftale med en forlægger om sine erindringer fra præsidenttiden. Ulysses S. Grant havde overvundet lignende økonomiske problemer ved at skrive sine egne erindringer, men bogen nåede først at blive udgivet efter hans død, og han nægtede at skrive om tiden i Det Hvide Hus. For sine erindringer fik Truman kun et engangsbeløb på $670,000, og han måtte betale totredjedele i skat. Han regnede ud, at han fik $37,000 efter at han havde betalt sine assistenter.
Trumans erindringer var en kommerciel og kritikersucces. De udkom i to bind i 1955 og 1956.
Truman blev i 1957 citeret for at have sagt til den daværende majoritetsleder i Repræsentanternes Hus, John McCormack: "Havde det ikke været for det, at jeg kunne sælge en ejendom, som min bror, søster og jeg arvede fra vores mor, ville jeg praktisk taget have været på socialhjælp, men med salget af den ejendom er jeg ikke i økonomiske vanskeligheder."
I 1958 vedtog Kongressen Former Presidents Act, som gav en årlig pension på $25.000 til tidligere præsidenter, og det er muligt at Trumans finansielle situation spillede en rolle ved lovens vedtagelse. Den eneste anden overlevende tidligere præsident på det tidspunkt Herbert Hoover, modtog også pensionen, selv om han ikke behøvede pengene. Efter sigende gjorde han det for ikke at gøre Truman forlegen. Hoover kan have huset en gammel tjeneste: Kort efter at han blev præsident havde Truman inviteret Hoover til Det Hvide Hus til en uformel snak om forholdene i Europa. Det var Hoovers første besøg i Det Hvide Hus efter at han var gået af, da Roosevelts regering havde undgået Hoover. De to vedblev med at være gode venner resten af livet.

### Senere liv og død
I 1956 tog Truman på en rejse til Europa med sin kone og var en sensation. I Storbritannien blev han udnævnt til æresdoktor i civilret fra Oxford University, en begivenhed der rørte ham til tårer. Han mødtes med sin ven Winston Churchill for sidste gang, og da han vendte tilbage til USA gav han sin fulde støtte til Adlai Stevensons andet forsøg på at blive præsident, selv om i starten havde foretrukket den Demokratiske guvernør fra New York W. Averell Harriman.
Da han fyldte 80 blev Truman fejret i Washington og bedt om at tale til Senatet. Truman var så overvældet af følelser over æren og modtagelsen, at han knap kunne holde sin tale. Han førte også valgkamp for kandidater til senatet. Et uheldigt fald i badeværelset i slutningen af 1964 begrænsede i alvorlig grad hans fysiske udfoldelser, og han kunne ikke opretholde sin daglige gang i sit bibliotek.
I 1965 underskrev præsident Lyndon B. Johnson medicare loven i Truman biblioteket og gav de første to Medicare kort til Truman og hans kone Bess som anerkendelse for hans kamp for en offentlig sygeforsikring som præsident.
Den 5. december 1972 blev han indlagt på et hospital i Kansas City med lungebetændelse. Flere af hans organer svigtede og han døde kl. 7.50 den 26. december i en alder af 88. Bess Truman døde næsten 10 år senere den 18. oktober 1982. Han og Bess ligger begravet ved Truman biblioteket i Independence, Missouri. Truman havde valgt ikke at få en statsbegravelse i Washington og foretrak i stedet en enkel begravelse ved biblioteket.

## Eftermæle
Da han trådte af som præsident i 1953 var Truman en af de mest upopulære præsidenter nogensinde. Kun 22 % erklærede sig tilfreds med hans indsats i Gallups undersøgelse i februar 1952, hvilket var lavere end Richard Nixons 24 % i august 1974, hvor han blev tvunget til at træde tilbage. Offentlighedens holdning til Truman blev varmere som tiden gik og efter hans død skete der en delvis rehabilitering af ham blandt historikere og offentligheden i almindelighed.
Efter at være trådt af har Truman klaret sig godt i undersøgelser af hvem der har været USA's bedste præsident, og har aldrig ligget dårligere end en niendeplads. Han har dog også været udsat for kritik. Efter at have gennemgået den information som Truman havde til rådighed om spionage indenfor det amerikanske regeringsapparat konkluderede den Demokratiske senator Daniel Patrick Moynihan at Truman havde været "næsten bevidst tykhovedet" overfor faren fra amerikanske kommunisme.
Truman døde på et tidspunkt hvor landet var optaget af Vietnamkrigen og Watergate-skandalen, og hans død skabte ny interesse for hans politiske karriere. I 1970'erne fangede Truman offentlighedens interesse i samme grad som i 1948, denne gang som en slag politisk folkehelt, en præsident som blev set som et eksempel på integritet og ansvarsfølelse, som mange følte manglede i Nixons Hvide Hus. Truman er blevet portrætteret på film mange gange, og adskillige af dem har fået stor ros. Poporkesteret Chicago indspillede en nostalgisk sang "Harry Truman" (1975).
På grund af Trumans afgørende rolle i den amerikanske regerings beslutning om at anerkende Israel blev den israelske landsby Beit Harel omdøbt til Kfar Truman.
Truman Scholarship er et regeringsprogram som prøver at belønne amerikanske universitetsstuderende som udviser hengivenhed overfor offentlig tjeneste og lederskab der blev grundlagt i 1975.
President Harry S. Truman Fellowship in National Security Science and Engineering, en velanskrevet treårig forskerstilling ved Sandia National Laboratories blev oprettet i 2004.
I 1951 dannede præsident Truman Science Advisory Committee som en del af Office of Defence Mobilization. Omdømt til President's Science Advisory Committee (PSAC) af præsident Dwight D. Eisenhower, fungerede det indtil præsident Nixon afskaffede det. Det blev genoprettet af den første Bush regering under forkortelsen PCAST.
USS Harry S. Truman blev navngivet den 7. september 1996. Skibet, der sommetider omtales som 'HST', blev godkendt som USS United States, men navnet blev ændret inden køllægningen.
University of Missouri etablerede Harry S. Truman School of Public Affairs til fremme af studiet af og praksis i regeringsførelse. Universitets Missouri Tigers atletikprogram har en officiel maskot med navnet Truman the Tiger.
For at markere sit skifte fra et regionalt statsdrevet lærerseminarium til et humanistisk universitet og for at ære den eneste missourier der er blevet præsident blev Northeast Missouri State University til Truman State University den 1. juli 1996.
Harry S Truman College i Chicago er opkaldt efter præsidenten på grund af hans indsats for offentlige universiteter og læreanstalter. Udenrigsministeriets hovedkvarter, som blev bygget i 1930'erne men aldrig blev navngivet blev indviet som Harry S Truman Building i 2000.
I 1991 blev Truman optaget i Hall of Famous Missourians, og en bronzebuste af ham står opstillet i forhallen i Missouri State Capitol.
Thom Daniel, Trumans barnebarn, modtog en stjerne på Missouri Walk of Fame i 2006 til ære for hans afdøde bedstefar. John Truman, Trumans nevø modtog en stjerne for Bess Truman i 2007. Missouris Walk of Fame ligger i Marshfield, Missouri, rn by Truman besøgte i 1948.

### Historiske steder
- Harry S. Truman National Historic Site omfatter Wallace huset på 219 Delaware i Independence og familiens stuehus i Grandview, Missouri (Truman solgte det meste af farmen til byudvikling af Kansas City).
- Harry S. Truman Birthplace State Historic Site er huset hvor Truman blev født og tilbragte sine første 11 måneder i Lamar, Missouri.[169]
- Harry S. Truman Presidential Library and Museum— Præsidentens bibliotek i Independence
- Harry S. Truman Little White House— Trumans vinterbolig i Key West, Florida

## Trumans mellemste initial
Truman havde ikke noget mellemnavn, kun en mellem initial. I sin selvbiografi skrev Truman: "Jeg var opkaldt efter .... Harrison Young. Jeg fik kælenavnet Harry og, så jeg kunne have to initialer foran mit navn blev der tilføjet bogstavet S. Min bedstefar Trumans navn var Anderson Shippe (nogle gange stavet 'Shipp) Truman og min bedstefar Youngs navn var Solomon Young, så jeg fik S fra dem begge." Han spøgte engang med at S var et navn, ikke en initial, og det skulle ikke have et punktum, men officielle dokumenter og hans bibliotek sætter altid et punktum. Harry S. Truman Library har mange eksempler på underskriften skrevet på forskellige tidspunkter i Trumans liv, hvor punktummet efter hans S er tydeligt. Associated Press Stylebook har anført et punktum efter S siden starten af 1960'erne, hvor Truman antydede at det var ham underordnet. Det er imidlertid ikke alle steder hans mellemste initial er tilføjet et punktum. Indtil 2008 var punktummet ikke med i hans officielle biografi på Det Hvide Hus' hjemmeside. Alle officielle US Navy angivelser af USS Harry S. Truman (CVN-75) har punktum efter S'et.
Trumans initial forårsagede et usædvanlig kiks da han første gang blev taget i ed som præsident. Ved et møde i regeringens lokale begyndte lederen af højesteret Harlan Stone edaflæggelsen med at sige "I, Harry Shipp Truman, ..." hvortil Truman svarede: "I, Harry S. Truman, ..."